# Goioxim
Goioxim ist ein brasilianisches Munizip in der Mitte des Bundesstaats Paraná. Es hat 6.566 Einwohner (2022), die sich Goioxinhenser nennen. Seine Fläche beträgt 702 km². Es liegt 850 Meter über dem Meeresspiegel.

## Etymologie
Zunächst trug der Ort ab 1923 als Distrikt des Munizips Guarapuava den Namen Lagoa Seca (deutsch: ausgetrockneter See), ab 1982 gehörte er zum Munizip Cantagalo. Im Januar 1934 wurde er in Juquiá umbenannt, nach dem gleichnamigen Fluss, an dem er liegt. Erst mit dem Gesetzesdekret Nr. 199 vom 20. Dezember 1943 erhielt er den heutigen Namen Goioxim. Die ursprünglichen Bewohner vom Volk der Kaingang nannten den Ort Goioxim von Goio (deutsch: Fluss) und Xim (deutsch: klein), also Flüsschen.

## Geschichte

### Erhebung zum Munizip
Goioxim wurde durch das Staatsgesetz Nr. 11.183 vom 30. Oktober 1995 aus Cantagalo ausgegliedert und in den Rang eines Munizips erhoben. Es wurde am 1. Januar 1997 als Munizip installiert.

## Geografie

### Fläche und Lage
Goioxim liegt auf dem Terceiro Planalto Paranaense (der Dritten oder Guarapuava-Hochebene von Paraná). Seine Fläche beträgt 702 km². Es liegt auf einer Höhe von 850 Metern.

### Geologie und Böden
Die Böden bestehen aus Terra Roxa, die bis zur Besiedlung mit tropischem Urwald bedeckt war.

### Vegetation
Das Biom von Goioxim ist Mata Atlântica.

### Klima
Das Klima ist gemäßigt warm. Es werden hohe Niederschlagsmengen verzeichnet (1769 mm pro Jahr). Die Klimaklassifikation nach Köppen und Geiger lautet Cfb. Im Jahresdurchschnitt liegt die Temperatur bei 18,1 °C.

### Gewässer
Goioxim liegt zu zwei Dritteln im Einzugsgebiet des Piquiri, der das Munizip im Norden begrenzt. Das südliche Drittel wird über die Flüsse Cavernoso (entlang der südlichen Grenze), Cobre, Juquiá und Araras in Richtung Iguaçu entwässert.

### Straßen
Goioxim ist über die PR-364 mit Guarapuava verbunden. 

### Eisenbahn
Goixim liegt an der Bahnstrecke der Estrada de Ferro Paraná Oeste von Guarapuava nach Cascavel. Diese wurde in den Jahren 1991 bis 1994 gebaut. Sie ist 250 km lang und verbindet die Gemeinden Guarapuava, Candói, Goioxim, Cantagalo, Marquinho, Laranjeiras do Sul, Nova Laranjeiras, Guaraniaçu, Ibema, Campo Bonito und Cascavel. Anfangs wurde sie Soja-Eisenbahn oder Produktions-Eisenbahn genannt, weil es ihr vorrangiger Zweck war, die Ernte und die Betriebsmittel zu transportieren.

### Nachbarmunizipien
| Palmital  | Santa Maria do Oeste                        | Campina do Simão |
| Marquinho | Kompassrose, die auf Nachbargemeinden zeigt |                  |
|           | Cantagalo                                   | Guarapuava       |

## Stadtverwaltung
Bürgermeisterin: Mari Terezinha da Silva, PL (2021–2024)
Vizebürgermeister: Carlos de Souza Pedroso, MDB (2021–2024)

## Demografie

### Bevölkerungsentwicklung
| Jahr | Einwohner | Stadt | Land |
| ---- | --------- | ----- | ---- |
| 2000 | 8.086     | 23 %  | 77 % |
| 2010 | 7.503     | 23 %  | 77 % |
| 2022 | 6.566     |       |      |

Quelle: IBGE (2011) und Volkszählung 2022

### Ethnische Zusammensetzung
| Gruppe * | 2000    | 2010    | wer sich als …                                                                   |
| --- | ------- | ------- | -------------------------------------------------------------------------------- |
| Weiße | 67,9 %  | 49,6 %  | weiß bezeichnet                                                                  |
| Schwarze | 2,6 %   | 2,8 %   | schwarz bezeichnet                                                               |
| Gelbe | 0,0 %   | 1,4 %   | von fernöstlicher Herkunft wie japanisch, chinesisch, koreanisch etc. bezeichnet |
| Braune | 28,4 %  | 46,1 %  | braun oder als Mischung aus mehreren Gruppen bezeichnet                          |
| Indigene | 0,0 %   | 0,3 %   | Ureinwohner oder Indio bezeichnet                                                |
| ohne Angabe | 1,1 %   | 0,0 %   |                                                                                  |
| Gesamt | 100,0 % | 100,0 % |                                                                                  |
| *) Das IBGE verwendet für Volkszählungen ausschließlich diese fünf Gruppen. Es verzichtet bewusst auf Erläuterungen. Die Zugehörigkeit wird vom Einwohner selbst festgelegt. |         |         |                                                                                  |

Quelle: IBGE (Stand: 1991, 2000 und 2010)